# Jean-Louis Guébourg
 (juin 2017).
Jean-Louis Guébourg est un géographe français né à Cirey-sur-Vezouze le 26 octobre 1946.
Agrégé de géographie et professeur des universités, il est spécialiste des îles de l'océan Indien et plus précisément de l'archipel des Comores.

## Biographie
Agrégé de géographie en 1982, Jean-Louis Guébourg, après avoir enseigné au Sénégal et en Normandie est nommé à l'École normale-IUFM de Saint-Denis de La Réunion en 1986. En 1992, il soutient sa thèse de doctorat en géographie à l'Université de Paris I-Panthéon Sorbonne, sur les Territoires, milieux et pouvoirs à Ngazidja (Grande Comore), thèse publiée en 1996 sous le titre Espace et pouvoirs en Grande Comore (Prix de thèse Jules Girard 1996 de la Société de Géographie ).
Il est élu maître de conférences à l'Université de La Réunion en 1993. En 1996, il soutient son habilitation à diriger des recherches (HDR) avec un Essai de typologie des petites îles de l'océan Indien, publié en 1999 et considéré par Edward A. Alpers (Department of History, UCLA) comme un ouvrage pionnier : « In his pioneering study of the small islands of the Indian Ocean, French geographer Jean-Louis Guébourg acknowledges the problem of limits and that of micro-insularity. (...) More important, perhaps, is Guébourg's categorization of different kinds of islands, for which he employs a coastal index, which is the relationship existing between the highest limit of oceanic waters and the surface of the island (Guébourg 1999, 13) ». Il est professeur des universités en 1997 et directeur du DEA commun de sciences humaines et sociales à l'Université de La Réunion jusqu'en 2007, puis professeur émérite jusqu'en 2012.

## Distinction
- Lauréat du prix Jules Girard de la Société de Géographie pour sa thèse de doctorat sur la Grande Comore (14 décembre 1994)[réf. nécessaire].

## Publications

### Ouvrages
- 1994 : La Grande Comore, des sultans aux mercenaires, Paris, L'Harmattan, 272 p.
- 1995 : Espace et pouvoirs en Grande Comore (thèse de doctorat en géographie), Paris, L'Harmattan, 592 p.
- 1996 : Jean-Louis Guébourg et Eric Quezin, Socotra, une île hors du temps, film de 21 min
- 1998 : Socotra, une île hors du temps, Bordeaux 3, CRET, coll. « Iles et archipels » (no 25), 120 p.
- 1998 : participation à l'ouvrage collectif Atlas de France, vol. 13, Les Outre-mers, Paris : La Documentation française ; Montpellier : Reclus.
- 1999 : Petites îles et archipels de l'océan Indien  (préf. Roger Brunet) (édition de l'HDR), Paris, Karthala, 572 p.
- 2004 : Les Seychelles, Paris, Karthala, 212 p.
- 2005 : Petites îles et archipels de l'océan Indien, Paris, Karthala, 2e éd., 572 p.